# Lekkoatletyka na Letnich Igrzyskach Paraolimpijskich 2008 – bieg na 100 metrów mężczyzn kl. T13
Bieg na 100 metrów mężczyzn kl.T13 podczas Letnich Igrzysk Paraolimpijskich 2008 rozegrano 13 września. W rozgrywkach wzięło udział 13 sportowców z 13 krajów.

## Wyniki

### Pierwsza runda
Biegi pierwszej rundy zostały rozegrane 13 września o godzinie 9:10. Kwalifikację do finału uzyskiwało po dwóch najlepszych zawodników z każdego biegu oraz dwóch z najlepszymi wynikami. Na tym etapie rozgrywek irlandzki lekkoatleta Jason Smyth ustanowił rekord świata z wynikiem 10.81 s. 
Bieg 1
| Poz. | Zawodnik              | Narodowość        | Rezultat | Uwagi  |
| ---- | --------------------- | ----------------- | -------- | ------ |
| 1    | Aleksiej Łabzin       | Rosja             | 10.98    | Q, =PR |
| 2    | Luis Felipe Gutierrez | Kuba              | 11.12    | Q      |
| 3    | Vüqar Mehdiyev        | Azerbejdżan       | 11.14    | Q      |
| 4    | Jonathan Ntutu        | Południowa Afryka | 11.32    | q      |
| 5    | Ihar Hartunau         | Białoruś          | 11.54    |        |
| 6    | Per Jonsson           | Szwecja           | 11.71    |        |

Bieg 2
| Poz. | Zawodnik            | Narodowość        | Tor | Rezultat | Uwagi |
| ---- | ------------------- | ----------------- | --- | -------- | ----- |
| 1    | Jason Smyth         | Irlandia          | 6   | 10.81    | Q, WR |
| 2    | Radosław Złatanow   | Bułgaria          | 7   | 11.32    | Q     |
| 3    | Royal Mitchell      | Stany Zjednoczone | 4   | 11.34    | Q     |
| 4    | Andre Luiz Andrande | Brazylia          | 3   | 11.45    | q, Fn |
| 5    | Neil Fachie         | Wielka Brytania   | 1   | 11.53    |       |
| 6    | Mohammed Fannouna   | Palestyna         | 5   | 11.74    |       |
| 7    | Biondi Misasi       | Surinam           | 2   | 11.87    | SB    |

### Finał
Finał został rozegrany 13 września o godzinie 17:45. Na tym etapie rozgrywek Irlandczyk Jason Smyth ustanowił kolejny rekord świata z wynikiem 10.62 s.
| Poz. | Zawodnik              | Narodowość        | Tor | Rezultat | Uwagi |
| ---- | --------------------- | ----------------- | --- | -------- | ----- |
| 1    | Jason Smith           | Irlandia          | 4   | 10.62    | WR    |
| 2    | Aleksiej Łabzin       | Rosja             | 5   | 10.88    | SB    |
| 3    | Luis Felipe Gutierrez | Kuba              | 6   | 10.98    | SB    |
| 4    | Vüqar Mehdiyev        | Azerbejdżan       | 8   | 11.01    | SB    |
| 5    | Jonathan Ntutu        | Południowa Afryka | 2   | 11.06    | SB    |
| 6    | Radosław Złatanow     | Bułgaria          | 3   | 11.11    | SB    |
| 7    | Royal Mitchell        | Stany Zjednoczone | 7   | 11.17    | Fn    |
| 8    | Andre Luiz Andrande   | Brazylia          | 1   | 11.18    | SB    |